# Никола Вучичевић
Никола Вучичевић (Београд, 9. јануар 1996) српски је пијаниста и композитор.

## Биографија
У својој осмој години уписује нижу музичку школу, а у деветој години осваја своју прву награду на међународном пијанистичком такмичењу у Риму. 
Добитник је Вукове дипломе и посебне дипломе за успех у основној школи са благословом Његове Светости Архиепископа Пећког, Митрополита Београдско-Карловачког и Патријарха Српског господина Иринеја. 
До сада је учествовао на многим престижним домаћим и међународним пијанистичким такмичењима у Италији, Француској, Белгији, Шпанији, Русији и Немачкој где постиже изузетне резултате и осваја многа прва места. 
Наступао је на концертима у салама Београдске филхармоније, Руског дома, Народног позоришта у Београду, Позоришта на Теразијама, Етнографском музеју, Организацији музичких аутора Србије "SOKOJ", Сцени “Qucera”, кући Ђуре Јакшића, Сан Петерсбуршкој филхармонији, Концертној дворани "Сан Ницоло" у Кјоџи, Министарству културе у Луци (Италија), у скупштини града Сан Себастиана (Шпанија), Дому културе у Риму, Баварској Академији Марктобердорф (Немачка), Kонзерваторијуму "Kонсе" у Kлагенфурту (Аустрија), и многим другим. 
Такође, наступао је на хуманитарним концертима “Музика Анђела” од 2005. до 2014. године, затим, на отварању појединих изложби слика и на многим другим приредбама и манифестацијама. 
Похађао је мастер клас часове и семинаре код Олге Бауер, Владимира Огаркова, Борислава Несторова, Дориана Лељака, Лауре Пиетроцини, Фабиа Бидинија, маестра Константина Богиноа, Sachi Nagaki , Томислава Бајнова и Jean Cristophe Schwerteck . Одлично говори енглески и немачки језик, а служи се италијанским језиком.
Љубав према компоновању развија још у средњој школи али прве записане композиције настају тек 2015. године у Kлагенфурту.
Прва званично објављена збирка Николиних музичких дела "Трачак наде" објављена је у фебруару 2024. године. Збирка садржи 17 композиција разноврсног музичког жанра, од румбе, етиде, сонатине, валцера и комада. 

## Трачак наде, збирка музичких дела за клавир (списак композиција)
- Валцер срећне сове
- Трачак наде
- Магла
- Лукава лисица
- Дивергенција
- Алегро
- Реминисценција
- Олујна ноћ
- Нешто ту не штима
- Шумски вашар
- Токата
- Шумска румба
- Чежња
- Вир
- Фантазија
- Двобој мачева
- Лаганеску

## Одабране награде и признања
- 21.05.2006. XIII CONCORSO INTERNAZIONALE ANEMOS - Rim, Italija - Drugo mesto
- 16.07.2006. 4◦ CONCORSO INTERNAZIONALE  „PREMIO CITTA' DI PADOVA, Italija - Treće mesto
- 10.12.2006. XVIII CONCORSO INTERNAZIONALE CAMILLO TOGNI - Breša, Italija - Drugo mesto
- 25.03.2007. DONOSTIA HIRIA–CIUDAD DE SAN SEBASTIÁN“  San Sebastian - Španija - Diploma za učešće
- 02.06.2007, CONCORSO INTERNAZIONALE MARCO FORTINI“ Bolonja, Italy - Treće mesto
- 16.12.2007. FESTIVAL MLADIH UMETNIKA “ G. SVIRIDOV “ Sankt Peterburg, Rusija - Specijalna nagrada za izvođenje kompozicija ruskih kompozitora
- 03.02.2008. 6th International Russian Rotary Children’s Music Competition. Moskva - Polufinale
- 14.04.2008. III Concorso Pianistico e Musica da Camera RAMI MUSICALI - Firenca. Italija - Treće mesto
- 27.04.2008. IX „Nikolaj Rubinštajn“ Pariz. Francuska - Diploma za učešće
- 17.05.2008. X CONCORSO INTERNAZIONALE ANEMOS - Roma, Italy - Diploma za učešće
- 31.08.2008. The 6th International music Competition “Città di Massafra” - Taranto, Italy, Prvo mesto
- 30.11.2008. Troetapno takmičenje EPTA-BELGIUM - Waterloo - Belgija, ušao u finale
- 04.05.2009.  4° CONCORSO INTERNAZIONALE “MUSICA INSIEME – Musica Viva“, Venezia. Italy - Treće mesto
- 17.04.2011. The 6-th International music Competition “Musile di Piave” – Lido di Jesolo, Italy - Treće mesto
- 06.11.2011.  AAF Member Competitions - Johann Baptist Cramer, St. Georgen im Schwarzwald Germany - Prvo mesto
- 02.05.2012. MUS. AR - Steinway & Sons", Areco - Italy - Četvrto mesto
- 05.11.2012. REINHOLD-GLIÈRE KLAVIERWETTBEWERB - St. Georgen im Schwarzwald - Prvo mesto

## Концерти
- Концерт "Клавирско вече са Маријом и Николом"
- "Априлски Концерт" Музике Анђела у Руском Дому
- Концерт "Растимо заједно"
- Концерт "Музичко путовање кроз време"

## Део репертоара
1. Frédéric Chopin - Etude As-dur op.25 No.1, Aeolian Harp
2. Frédéric Chopin - Etude op 25 No 2
3. Frédéric Chopin - Revolutionary Etude op 10 no 12
4. Frédéric Chopin - Ballade No. 1, op 23
5. Frédéric Chopin - Fantaisie Impromptu cis-moll op66
6. Frédéric Chopin - Military Polonaise
7. Ludwig van Beethoven - Moonlight Sonata - Movement 1, 2 and 3
8. Ludwig van Beethoven - Sonata Opus 10 No 1
9. Wolfgang Amadeus Mozart - Viennese Sonatina No 6
10. J.S. Bach, Preludio VI and Fuga VI in D Minor (BWV 875)
11. Reinhold Glière - Mazurka 43, No 3
12. Reinhold Glière, Prelid op 30, No 3
13. Franz Liszt - The Nightingale
14. Eric Ewazen - Pastorale for Flute, Horn and Piano